# Jean Panzani
Pour les articles homonymes, voir Panzani (homonymie).
Giovanni Ubaldo Panzani, dit Jean Panzani, né le 2 octobre 1911 dans le 18e arrondissement de Paris et mort le 18 octobre 2003 à Saint-Didier-au-Mont-d'Or, est un industriel français. Italien de naissance, il décide de prendre la nationalité française en 1925 et de se faire appeler Jean Panzani. Il est le fondateur de l'entreprise de pâtes alimentaires Panzani à laquelle il a donné son nom.

## Biographie
Jean Panzani est le fils d'un ancien directeur de fabrique de pain en conserve. Naturalisé Français en 1929, il est envoyé au front et démobilisé en 1940. Expert comptable de formation, il s'installe dans le grenier de la maison de ses beaux-parents à Niort (Deux-Sèvres), rue Baugier, et s'essaie à la fabrication artisanale de pâtes qu'il fait sécher sur des dossiers de chaises. C'est un succès. Pour faire face à la demande, son entreprise s'agrandit.

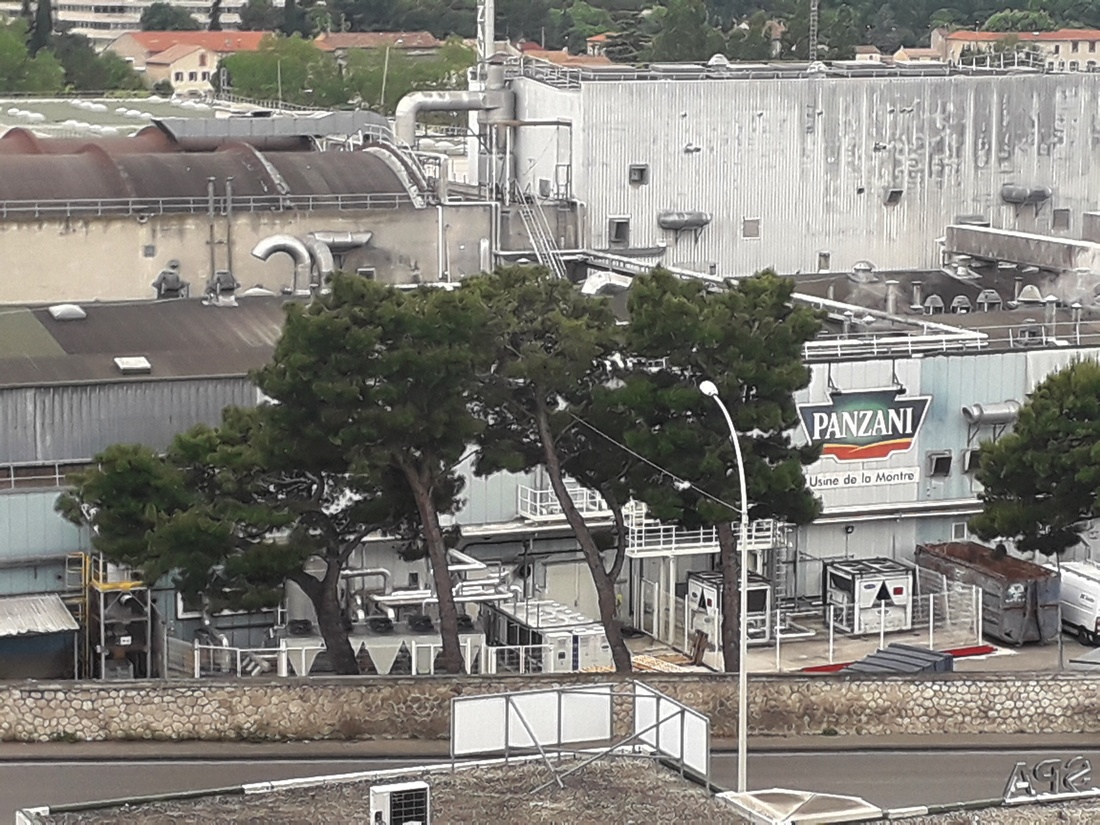
Vue de l'usine Panzani de Marseille.

En 1946, il rachète une ancienne usine de chaussures à Parthenay (Deux-Sèvres), qu'il reconvertit à la production de pâtes sèches sous la marque Francine, en référence à sa fille Françoise. En 1950, son entreprise prend le nom de Pasta Panzani. Elle continue son développement et atteint dans les années 1960 une production de 90 000 tonnes de pâtes par an.
Jean Panzani meurt le 18 octobre 2003 à Saint-Didier-au-Mont-d'Or, près de Lyon. Il est inhumé au cimetière de Parthenay.